# 2049
2049 (MMXLIX) será un año normal comenzado en viernes en calendario gregoriano. Será también el número 2049 anno Dómini o de la designación de Era Cristiana, además del cuadragésimo noveno del Siglo XXI y del tercer milenio. También será el noveno de la quinta década del siglo XXI y el décimo y último del decenio de los años 2040. Será designado como:
- El Año de la Serpiente, según el horóscopo chino.

## Acontecimientos

### Mayo
- 7 de mayo: Tránsito de Mercurio.[1]

## Fecha desconocida
- Para diciembre de ese año se cree una posible respuesta a la señal que unos científicos ucranianos habían enviado a Gliese 581 c en el año 2008, que supuestamente tendría que haber llegado a dicho planeta en 2029.[cita requerida]

## En la ciencia ficción
- Invierno del hemisferio norte de 2049: Se desarrollan los acontecimientos de la película Blade Runner 2049.